# هوائي رقعة

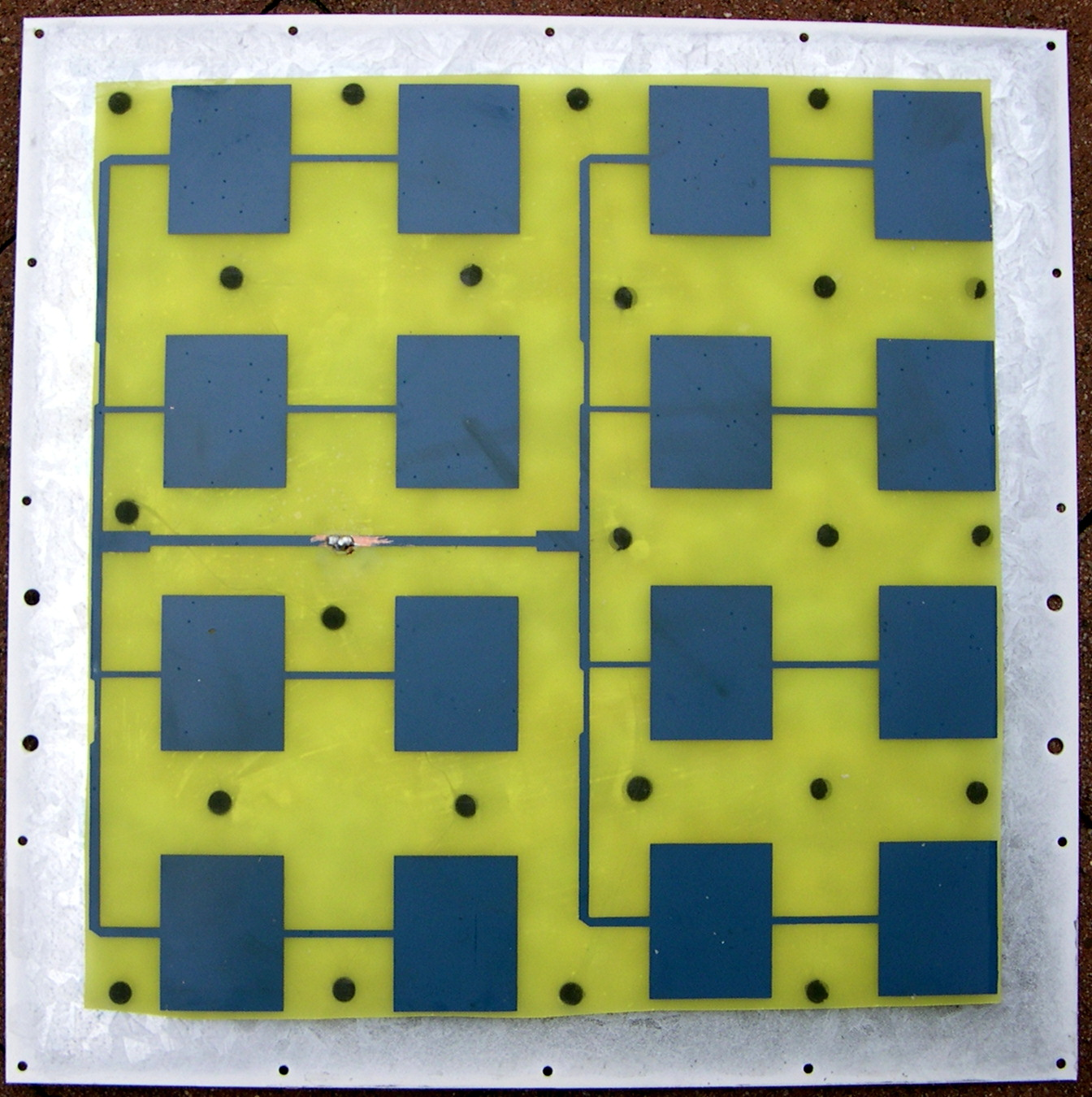
هوائي رقعة بـ2.4 جيجا هرتز

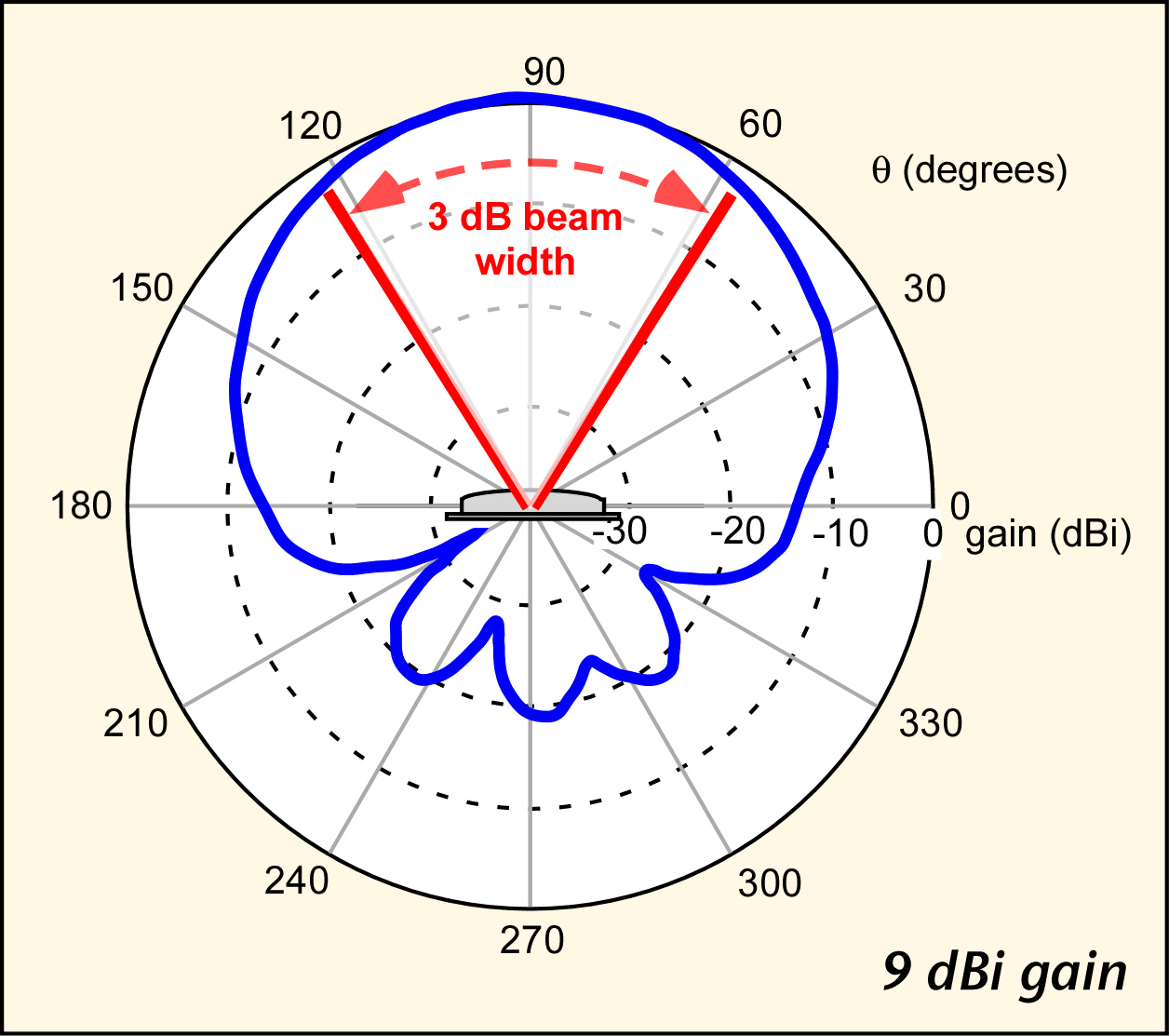
نمط كسب هوائي الرقعة

هوائي الرقعة هو نوع من الهوائيات ذات المظهر الجانبي المنخفض، القابل للتركيب على السطوح. ويتكون من لوح مسطح مستطيل أو دائري أو مثلث أو أي لوح هندسي أو "رقعة" من المعدن، مثبتة فوق لوح معدني أكبر يسمى المستوى الأرضي. وهو النوع الأصلي للهوائي ذو الشرائح الدقيقة (ميكروستريب) الذي وصفه هاول في عام 1972.
تشكل الصفائح المعدنية معًا قطعة رنانة من خط نقل الأشرطة الدقيقة بطول حوالي نصف الطول الموجي لموجات الراديو. تنشأ آلية الإشعاع من الحقول المهدبة على طول الحواف المشعة.  يتسبب الإشعاع عند الحواف في أن يعمل الهوائي كهربائيًا بشكل أكبر قليلاً من أبعاده المادية، لذلك لكي يكون الهوائي رنينًا، يتم استخدام طول خط نقل ميكروستريب أقصر قليلاً من نصف الطول الموجي عند التردد. يعتبر هوائي الرقعة عمليًا بشكل أساسي عند ترددات الموجات الدقيقة، حيث تكون الأطوال الموجية قصيرة بما يكفي بحيث تكون الرقع صغيرة بشكل ملائم. ويستخدم على نطاق واسع في الأجهزة اللاسلكية المحمولة بسبب سهولة تصنيعه على لوحات الدوائر المطبوعة. هوائيات الرقعة المتعددة على نفس الركيزة تسمى هوائيات الشرائح الدقيقة، يمكن استخدامها لصنع هوائيات مصفوفة عالية الكسب، ومصفوفات طورية يمكن من خلالها توجيه الحزمة إلكترونيًا.
أحد أشكال هوائي الرقعة المستخدم بشكل شائع في الهواتف المحمولة هو هوائي الرقعة القصير، أو هوائي المستوي المقلوب على شكل حرف F. في هذا الهوائي، يتم تأريض إحدى زوايا الرقعة (أو في بعض الأحيان حافة واحدة) بدبوس أرضي. يتمتع هذا المتغير بمطابقة أفضل من التصحيح القياسي.

## روابط خارجية
- تصحيح هوائي البرنامج التعليمي EM الحديث
- أساسيات هوائيات التصحيح
- هوائي بفتحة مطوية مستطيلة CPW مزدوجة النطاق لتطبيقات GNSS